# 比利·多诺万
比利·多诺万（英語：Billy Donovan，1965年5月30日—），美国NBA联盟的前职业篮球运动员。他在1987年的NBA选秀中第3轮第22顺位被犹他爵士选中。大學期間曾擔任肯塔基大學助理教練、馬歇爾大學教練，和佛羅里達大學教練，曾率領佛羅里達大學在2006年、2007年連續兩季拿下NCAA冠軍，曾擔任俄克拉何马城雷霆總教練，目前擔任芝加哥公牛總教練。

## 教練經歷

### 肯塔基大學
由于违反早期规定，肯塔基大学被NCAA在招募新生方面严厉处罚，时任主帅皮蒂诺承担着重建肯塔基篮球队的重任。很快，肯塔基野猫队便重回全国强队，多诺万的教练生涯同样进步明显。在担任一个赛季的研究生助理之后，多诺万在1990年被提拔为助理教练，然后在1992年成为助理总教练。在1993年最终四强（Final Four）比赛中，多诺万成为了皮蒂诺首席助理教练，并且帮助球队招募到了1996年冠军班底的成员。

### 佛羅里達大學
多諾萬率領佛羅里達大學在在2006年、2007年連續兩季拿下NCAA冠軍。在大學執教成績502勝206敗。

### 俄克拉何马城雷霆
2015年4月30日，多諾萬同意多一年的合同執教俄克拉荷馬城雷霆隊，他將接替執教雷霆七個賽季的斯科特·布魯克斯。根據沃神報導，雷霆執行教練Donovan第五年的選擇權，將會在2019-20球季繼續執教雷霆。2020年9月8日，多諾萬與俄克拉荷馬城雷霆達成不續約協議。

### 芝加哥公牛
2020年9月22日，多諾萬與公牛簽下四年合約，他將接替執教兩個賽季的柏伊蘭（Jim Boylen）。

### 教練門徒
- Matt McCall
- Donnie Jones（英语：Donnie Jones (basketball)）
- Shaka Smart（英语：Shaka Smart）
- Richard Pitino（英语：Richard Pitino）
- Larry Shyatt（英语：Larry Shyatt）
- John Pelphrey（英语：John Pelphrey）
- Lewis Preston（英语：Lewis Preston (basketball)）
- Anthony Grant（英语：Anthony Grant (basketball)）

### 前NBA球員
幾個多諾萬的前佛大球員在選秀大會上被選為或簽署美國國家籃球協會（NBA）球隊，包括9首輪的NBA選秀權的成員。這些前佛大的球員包括：
- 布拉德利·比爾
- 馬特·邦納
- 科里·布魯爾
- 尼克·卡拉塞斯
- 唐尼爾·哈維
- 烏杜尼斯·哈斯勒姆
- 埃爾·霍弗德
- 戴维·李
- Vernon Macklin（英语：Vernon Macklin）
- 麥克·米勒
- 埃瑞克·墨菲
- 喬金·諾亞
- 錢德勒·帕森斯
- 馬利斯·斯貝茨
- 贾森·威廉姆斯

## NBA战绩
| 隊伍 | 年份    | 常規賽 | 常規賽 | 常規賽 | 常規賽 | 常規賽         | 季後賽       |
| 隊伍 | 年份    | 比賽   | 勝     | 負     | 勝率   | 排名           | 季後賽       |
| ---- | ------- | ------ | ------ | ------ | ------ | -------------- | ------------ |
| OKC  | 2015-16 | 82     | 55     | 27     | .671   | 西北赛区第一名 | 西區決賽失利 |
| OKC  | 2016-17 | 82     | 47     | 35     | .573   | 西北赛区第二名 | 第一輪失利   |
| OKC  | 2017-18 | 82     | 48     | 34     | .585   | 西北赛区第一名 | 第一輪失利   |
| OKC  | 2018-19 | 82     | 49     | 33     | .585   | 西北赛区第四名 | 第一輪失利   |
| OKC  | 2019-20 | 72     | 44     | 28     | .611   | 西北赛区第二名 | 第一輪失利   |
| CHI  | 2020-21 | 72     | 31     | 41     | .431   | 中央赛区第三名 | 未進入季後賽 |
| CHI  | 2021-22 | 82     | 46     | 36     | .561   | 中央赛区第二名 | 第一輪失利   |
| CHI  | 2022-23 | 82     | 40     | 42     | .488   | 中央赛区第三名 | 未進入季後賽 |
| CHI  | 2023-24 | 82     | 39     | 43     | .476   | 中央赛区第三名 | 未進入季後賽 |
| CHI  | 2024-25 | 82     | 39     | 43     | .476   | 中央赛区第五名 | 未進入季後賽 |
| 總計 | 總計    | 800    | 438    | 362    | .548   |                |              |